# Greg Leigh
Gregory „Greg“ Leigh (* 30. September 1994 in Manchester) ist ein jamaikanisch-englischer Fußballspieler, der bei Ipswich Town unter Vertrag steht.

## Karriere

### Verein
Greg Leigh begann seine Karriere bei Sale United im gleichnamigen Vorort von Manchester. Im Jahr 2004 kam er als Neunjähriger in die Jugendakademie von Manchester City. Bis zum Jahr 2014 war er in dieser aktiv. Im August 2014 wurde Leigh für eine Saison an den englischen Drittligisten Crewe Alexandra verliehen. Leigh absolvierte im Trikot von Crewe sein Debüt als Profi im selben Monat seiner Verpflichtung. Beim 2:0-Auswärtserfolg in der 1. Runde des Ligapokals stand er gegen den FC Barnsley in der Startelf, bevor er in der Mitte der zweiten Spielhälfte gegen Jon Guthrie ausgewechselt wurde. Im März 2015 gelang ihm gegen
Scunthorpe United sein erstes Tor als Profi. Das Tor wurde am Ende der Spielzeit von den Crewe-Fans zum Goal of the Season gewählt. Für den Verein absolvierte er wettbewerbsübergreifend 42 Pflichtspiele. Nach dem Ende der Leihverpflichtung nach Crewe verließ er auch Manchester. Leigh unterschrieb daraufhin einen Einjahresvertrag bei Bradford City. Für den Drittligisten kam er nur sporadisch zum Einsatz. Sein Debüt für seinen neuen Verein gab er erst im Oktober 2015 in der Football League Trophy gegen Barnsley. Sein Debüt in der Liga gab er im November gegen seinen ehemaligen Verein Crewe Alexandra. Im gleichen Monat gelangen ihm Tore gegen Aldershot Town im FA Cup und in der Liga gegen Scunthorpe United. Nachdem er im November und Dezember sieben Pflichtspiele absolviert hatte, folgte sein neunter und letzter Einsatz für den Verein im Februar 2016 gegen Burton Albion. Im Juli 2016 wechselte der 21-Jährige Leigh zum FC Bury. In zwei Spielzeiten war er als Stammspieler auf der linken Außenverteidigerposition gesetzt. Nach dem Auslaufen seines Vertrages in Bury unterzeichnete Leigh einen Vierjahresvertrag bei NAC Breda aus der niederländischen Eredivisie. Im Juni 2019 wurde er für die Saison 2019/20 an den FC Aberdeen nach Schottland verliehen. Nach Ablauf der Leihe kehrte er zunächst nach Breda zurück, bevor er im Oktober 2020 auf fester Vertragsbasis nach Aberdeen wechselte.
Im Juni 2022 unterschrieb Greg Leigh einen Zweijahresvertrag beim englischen Drittligisten Ipswich Town.

### Nationalmannschaft
Greg Leigh spielte im Jahr 2013 viermal in der englischen U-19-Nationalmannschaft. Am 5. Februar 2013 debütierte er gegen die U-19-Auswahl aus Dänemark. Er stand dabei über die gesamten 90 Minuten auf dem Spielfeld.
Bei der Copa América 2024 spielte er in zwei Spielen für die Jamaikanische Fußballnationalmannschaft.